# 陳友龍
陳友龍（？—1649年），直隶上元人。明朝軍事人物。

## 生平
劉承胤的标将，善於步走，日行三百里。曾随劉承胤征黎平苗，被苗人稱為“五阎王”。永历元年（1647年），承胤迎永曆帝寄居武冈，友龙被拜為宫保都督同知。同年五月八月，孔有德部進攻武岡，劉承胤命陳友龍等迎戰於石羊渡，友龍處地险要，背山而阵，連續三次擊敗孔有德。劉承胤卻指示友龍保留實力，令闭垒勿战。最後陈友龙援絕败还，隨承胤降清。孔有德命令陈友龙攻入贵州，俘虏何腾蛟家人。何腾蛟與陳友龍誓不兩立。不久陳友龍反清，殺劉承胤，攻靖州，“合苗、徭諸山峒赤腳椎髻之徒，蜂擁靖州城下，火炮如電，戟列如霜”。八月初五日，攻克寶慶府（府治邵陽）。何騰蛟為泄私憤，指使南安侯郝永忠率部由柳州北上偷襲陳友龍部，寶慶府被清軍總兵張國柱占領。最後陳友龍被郝永忠磔殺之。